# Conrad Machens

Conrad Machens

Conrad Machens (* 3. Mai 1856 in Ahrbergen bei Hildesheim; † 27. April 1930 in Hildesheim), genannt Fidschi-Machens, war ein deutscher Südseekaufmann.

## Leben und Wirken
Conrad Machens wurde am 3. Mai 1856 als siebtes Kind des Kötners Johann Conrad Machens (1806–1877) und dessen zweiter Ehefrau Therese Magdalene Machens (1818–1906) im Dorf Ahrbergen bei Hildesheim (seit 1866 preußisch) geboren. Im Alter von knapp 17 Jahren ging er in die Provinzhauptstadt Hannover und trat dort eine kaufmännische Lehre in einem Colonial-, Material-, Delicatess- und Fettwaaren-Geschäft an. Nach Beendigung seiner Lehrzeit arbeitete er noch eine Weile als Commis weiter und tauschte im Frühjahr 1876 diese Beschäftigung gegen eine Anstellung in einem Fleischwaren-Großhandel in Hamburg. Gut zwei Jahre später verließ er, mit einem guten Arbeitszeugnis ausgestattet, die Hansestadt und begab sich nach London. Als er dort keine Stelle fand, reiste er weiter nach Gravesend an der Themsemündung und ging dort am 17. September 1878 an Bord der SS Hankow der Colonial Line of Australian Packets, um nach Australien auszuwandern.
In Sydney erhielt er drei Wochen nach seiner Ankunft eine vorübergehende Beschäftigung im Im- und Exportgeschäft des Cuxhaveners Frederick Caesar Hedemann, der Waren zwischen Europa und der Südsee verhandelte. Nachdem dieser nicht mehr genug Arbeit für ihn hatte, musste sich Machens nach neuen Betätigungsmöglichkeiten umsehen. In der Folgezeit arbeitete er u. a. als Verkäufer in einem deutschstämmigen Herrengarderoben-Geschäft in Maitland, als Dekorateur auf der Weltausstellung 1879 in Sydney sowie als fahrender Händler und zeitweise auch als Goldgräber in New South Wales. 1881 stellte ihm F. C. Hedemann eine neue Beschäftigungsmöglichkeit auf den Fidschi-Inseln im Südpazifik, seit 1874 britische Kronkolonie, in Aussicht. Dort, in der damaligen Hauptstadt Levuka auf der kleinen Insel Ovalau, hatte Hedemann 1871 mit Unterstützung der (heute noch existenten) Hamburger Handelsfirma Wachsmuth & Krogmann (gegr. 1797), die mit dem berühmten Hamburger Handelshaus Joh. Cesar Godeffroy & Sohn konkurrierte, eine Handelsniederlassung begründet. Sie firmierte unter dem Namen Hedemann & Co. und wurde von Hedemanns jüngerem Bruder Ferdinand Hugo geleitet.
In Fidschi reüssierte Machens als erfolgreicher Kaufmann innerhalb nur weniger Jahre und betätigte sich in seiner Anfangszeit nebenbei als aufmerksamer Dokumentar der fidschianischen Verhältnisse. Bereits 1883 wurde er Teilhaber und 1888 vorübergehend alleiniger Inhaber des wachsenden Unternehmens. Im selben Jahr kehrte er erstmals aus geschäftlichen Gründen nach Deutschland zurück, wo er kurz vor seiner Rückreise nach Fidschi am 14. Januar 1889 die 16-jährige Bertha Sebald, Tochter des Hildesheimer Friseurmeisters und Erfinders einer bekannten Haartinktur, Johann Sebald, heiratete. Diese gebar ihm in Fidschi zwei Töchter, Florence und Bertha. Kurz nach der Geburt der zweiten Tochter verstarb seine junge Ehefrau im Alter von erst 20 Jahren am 27. August 1892 an den Folgen des Kindbettfiebers. (Ihr Grab findet sich auf dem Friedhof von Levuka.)
Die Aufsicht über die beiden kleinen Kinder übertrug Machens daraufhin zunächst seinem langjährigen Houseboy Charley, einem Salomon-Insulaner. Schließlich gelangte er jedoch zu der Überzeugung, dass es auf Dauer besser sei, die Kinder in die Obhut seiner Mutter und seiner älteren Schwester in Deutschland zu geben, um ihnen damit zugleich eine deutsche Erziehung zu ermöglichen.
Seine zunächst auf ein Jahr veranschlagte Abwesenheit von Fidschi machte im Vorhinein einige geschäftliche Neuregelungen erforderlich. Bevor er im April 1894 in Begleitung von Charley die Reise in die alte Heimat antrat, nahm er seinen langjährigen vertrauten Mitarbeiter Frederick Vollmer (1852–1918, späterer Bürgermeister von Levuka), ein britisch naturalisierter Hamburger, als Teilhaber in die Firma auf. Zugleich bestellte er den ebenfalls britisch naturalisierten William Kramp (1858–1943) zum Manager in Kooperation mit seinem neuen Partner.
1895 kehrte er vorübergehend nach Fidschi zurück, entschied sich aber, auch aus gesundheitlichen Gründen, 1897 dauerhaft in Deutschland zu bleiben, um fortan die Einkäufe europäischer Waren (vor allem von Stoffen aus Manchester, dem europäischen Zentrum der Textilindustrie) für den Export in die Südsee zu tätigen. Das Management überließ er weitgehend seinen beiden deutschen (britisch naturalisierten) Teilhabern Frederick Vollmer (1852–1918, späterer Bürgermeister von Levuka) und William Kramp (1858–1943). 1897 führte er von Deutschland aus die private Bildpostkarte auf den Fidschi-Inseln ein.
In den folgenden Jahren unternahm er zahlreiche ausgedehnte Reisen außerhalb Europas, u. a. in die Vereinigten Staaten, nach Kanada, Britisch-Indien, das Japanische und Chinesische Kaiserreich sowie Deutsch-Samoa. Seine Erlebnisse dokumentierte er in zahlreichen detaillierten, bislang unpublizierten Reiseberichten. Während des Ausbruchs des Ersten Weltkrieges befand sich Machens gerade auf seiner fünften Seereise nach Fidschi, wo er mit seinen Teilhabern nach zunehmenden Differenzen über die weitere Zukunft seiner Firma Hedemann & Co. verhandeln wollte. Durch den Kriegseintritt konnte der deutsche Dampfer jedoch seine Fahrt nicht weiter fortsetzen und musste den Hafen von Tjilatjap in Java anlaufen. Von dort gelangte Machens nur über Umwege an das Ziel seiner Reise, wo ihm die Briten nach der Umgründung der Firma in eine britische Limited Company seine Ausreise zunächst verwehrten. Schließlich erhielt er durch Vermittlung des ihm wohl gesinnten Gouverneurs Sir Ernest Bickham Sweet-Escott (1857–1941) Ende Mai 1915 doch noch die Genehmigung, sich auf einem kleinen amerikanischen Schoner nach San Francisco einzuschiffen. In Fidschi hatte er zuvor soviel Geld, wie er auftreiben konnte, in Gold eingetauscht. Am 26. August 1915 begab er sich in New York an Bord eines dänischen Dampfers und erreichte am 15. September nach einer aufregenden Seereise schließlich wieder Hildesheim. Dort zeichnete er mit dem geretteten Gold in einem kurzen Anflug patriotischer Begeisterung für 45.000 Mark Kriegsanleihen.
Während Machens glücklich in seine Heimat zurückkehren konnte, wurden seinen beiden Kompagnons als enemy aliens Anfang November 1917 von den Briten nach Australien deportiert und dort bis Ende des Krieges interniert. (Vollmer verstarb kurz nach seiner vorzeitigen Freilassung am 13. März 1918.) Die Firma Hedemann & Co., welche 1915 vorbeugend in eine  limited company umgegründet und deren Stammkapital auf £ 30.000 erhöht worden war, wurde wie die übrigen deutschen Konkurrenzfirmen derweil liquidiert. Nach dem Ende des Krieges rang Machens auf der Grundlage von Art. 297 des  Versailler Friedensvertrages jahrelang um seine Kompensation, verlor jedoch Ende 1924 seine Entschädigungsansprüche gegenüber Deutschland aufgrund der nachträglichen Aberkennung seiner preußischen Staatsbürgerschaft. Daraufhin bemühte er sich um die Erstattung der Erlöse aus der Liquidation seines privaten Eigentums bei den Londoner Stellen. Anfang 1925 wurde seinem Ansinnen nach unermüdlichem Ringen endlich nachgegeben. Die letzten Jahre seines Lebens verbrachte Machens im Kreise seiner Familie in Hildesheim. Er verstarb dort am 27. April 1930. Die Familiengrabstätte mit seinem Grab befindet sich auf dem dortigen Godehardi-Friedhof.

## Bedeutung
Machens hinterließ eine umfangreiche, in Privatbesitz befindliche Privat- und Geschäftskorrespondenz, mehrere handschriftliche Reiseberichte und landeskundliche Aufzeichnungen sowie Hunderte von Fotografien mit Motiven der Inselgruppen Fidschi, Samoa, Tonga und der Norfolk-Insel. Diese zeigen, dass es neben dem Kolonialismus im herkömmlichen Sinne noch eine andere Form deutschen Engagements in der Südsee gab. Darüber hinaus stellen sie eine einzigartige kultur-, sozial- und wirtschaftshistorische Quelle für eine Zeit zunehmender Globalisierung während des späten 19. und frühen 20. Jahrhunderts dar.